# Projekt Pilgerheiligtum
Das Projekt Pilgerheiligtum ist eine weltweite Initiative, bei der ein Pilgerheiligtum mit dem Bild der Mater Ter Admirabilis von Schönstatt in meist monatlichem Rhythmus in einer Gruppe weitergegeben wird.
Initiator der pilgernden Gottesmutter war der brasilianische Diakon und Missionar João Pozzobon, der 1950 begann, das Gnadenbild der Gottesmutter in die Welt zu tragen. Seit 1984 breitete sich diese Idee weltweit aus und 2012 sind in 92 Ländern über 200.000 Pilgerheiligtümer unterwegs.
Größere Verbreitung begann in Deutschland erst 1997 in der Vorbereitung auf das Heilige Jahr 2000. Im Januar 2009 gab es deutschlandweit 5582 Pilgerheiligtümer, die in Pilgerkreisen bei Familien und Einzelpersonen, in Pflegeheimen, Krankenhäusern, Kindergärten, Schulen und Jugendgruppen weitergegeben werden.